# Markus Hansen
Markus Hansen (* 20. Mai 1992 in Eckernförde) ist ein deutscher Handballspieler.
Hansen spielte bis 2009 bei der HSG Schülp/Westerrönfeld. Anschließend ging er zum VfL Bad Schwartau, in dessen Zweitligamannschaft er ab 2010 spielte. Zur Saison 2013/14 wechselte der 1,94 Meter große Linksaußen zum TV 1893 Neuhausen. Im Sommer 2015 kehrte er zum VfL Bad Schwartau (seit 2017 VfL Lübeck-Schwartau) zurück. In der Saison 2015/16 wurde Hansen, nachdem sich mehrere Spieler des VfL Bad Schwartau verletzt hatten, auf der Position Rückraum Mitte eingesetzt. Im Juli 2022 nahm er mit dem australischen Verein Sydney University Handball Club an der Ozeanien-Meisterschaft teil und gewann das Turnier. Anschließend schloss er sich dem SH-Ligisten MTV Lübeck an. Hansen lief beim IHF Super Globe 2022 erneut für den Sydney University Handball Club auf. Im Turnierverlauf erzielte er drei Treffer. Mit dem MTV Lübeck stieg er 2023 in die Oberliga auf, die ein Jahr später in Regionalliga umbenannt wurde. Ab der Saison 2025/26 wird er gemeinsam mit Jan Schult und Fynn Ranke als Spielertrainer beim MTV Lübeck tätig sein.
Für die deutsche Juniorennationalmannschaft erzielte Markus Hansen in bisher 29 Länderspielen 36 Tore (Stand 9. Juli 2013).